# Sven Johansson (tir)
Pour les articles homonymes, voir Sven Johansson.
Sven Johansson, né le 1er janvier 1945 à Värnamo, est un tireur sportif suédois.

## Carrière
Sven Johansson participe aux Jeux olympiques de 1980 à Moscou et remporte la médaille de bronze dans l'épreuve du 50 mètres carabine trois positions.